# Młynary (Grande-Pologne)
Pour les articles homonymes, voir Młynary (homonymie).
Młynary (prononciation : [mwɨˈnarɨ]) est un  village polonais de la gmina de Margonin dans le powiat de Chodzież de la voïvodie de Grande-Pologne dans le centre-ouest de la Pologne.
Il se situe à environ 3 kilomètres au nord-est de Margonin (siège de la gmina), 14 km à l'est de Chodzież (siège du powiat), et à 66 km au nord de Poznań (capitale de la Grande-Pologne).

## Histoire
De 1975 à 1998, le village faisait partie du territoire de la voïvodie de Piła.

Depuis 1999, Młynary est situé dans la voïvodie de Grande-Pologne.